# Lennon–McCartney

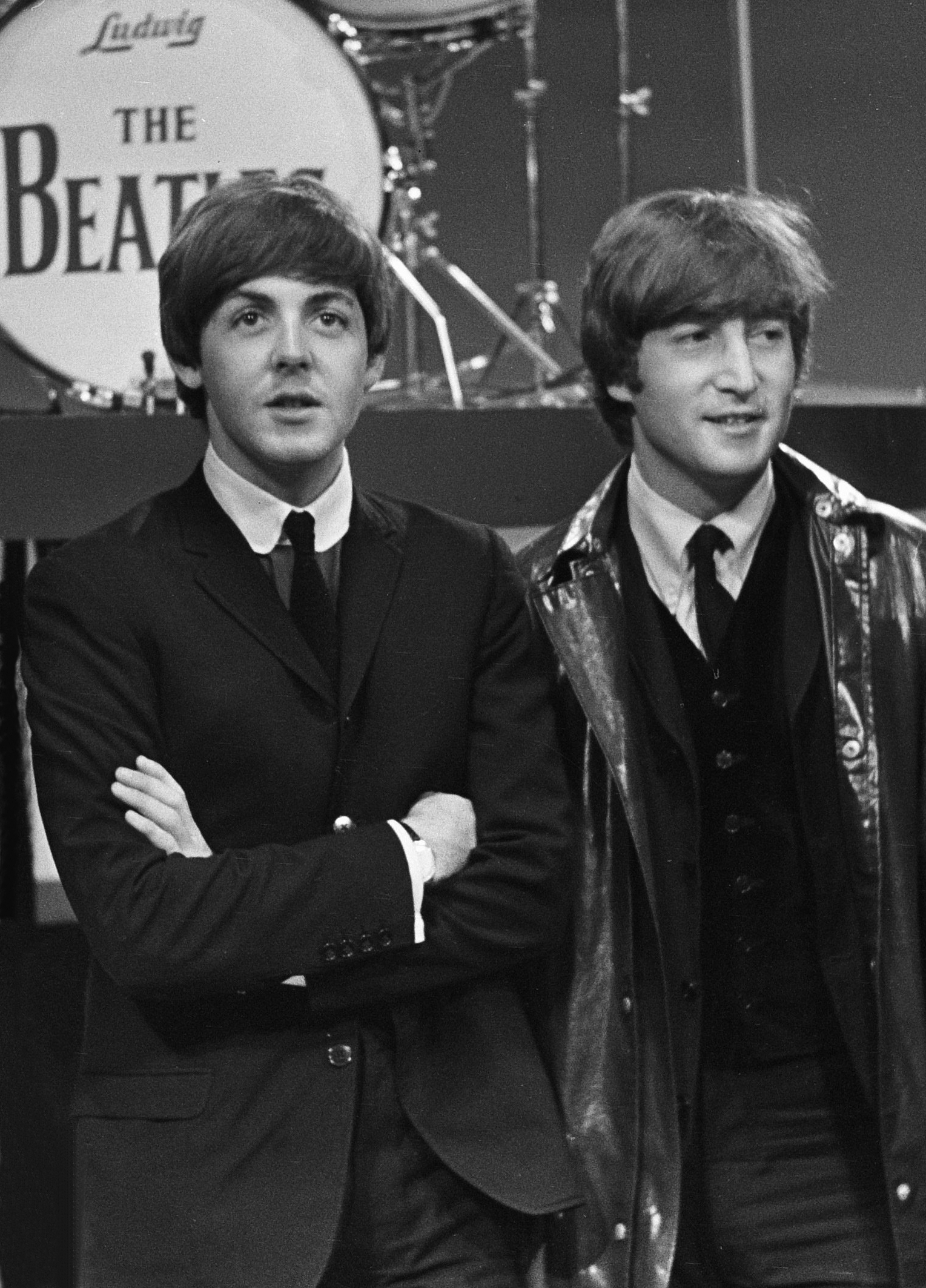
John Lennon (phải) và Paul McCartney (trái) trước buổi trình diễn trực tiếp trên truyền hình Hà Lan vào năm 1964.

Lennon–McCartney (còn được viết là Lennon/McCartney, hay McCartney–Lennon, McCartney/Lennon) là tên gọi gán cho bộ đôi được coi là một trong những huyền thoại của lịch sử âm nhạc thế giới John Lennon - Paul McCartney. Trong khoảng thời gian từ năm 1962 tới năm 1969, bộ đôi này đã hợp tác cùng nhau sáng tác hơn 180 ca khúc, phần nhiều đều là các bài hát bất hủ của "tứ quái" The Beatles.
Khác với nhiều bộ đôi sáng tác khác, Lennon-McCartney đều vừa viết nhạc, vừa viết lời chứ không có sự phân tách rạch ròi giữa người viết nhạc và người viết lời. Ban đầu, hai người chủ yếu cùng thảo luận và đưa ý tưởng viết ca khúc cho nhau. Sau này, vào cuối thời kỳ Beatlemania, sáng tác của họ bắt đầu mang nhiều yếu tố cá nhân hơn, thậm chí theo nhiều nhà phê bình và cả ý kiến của George Harrison - một Beatle khác, đó là một sự ganh đua, dù rất tích cực và có lợi cho nền âm nhạc thế giới, hơn là một công việc đồng thuận và thống nhất như trước.
Trong nhiều bài hát của The Beatles, đôi khi các sáng tác chỉ do một trong 2 người, hoặc Lennon hoặc McCartney, sáng tác hoàn toàn (ví dụ "Strawberry Fields Forever", "All You Need Is Love" hay "Lucy in the Sky with Diamonds" là câu chuyện của Lennon, còn "Hey Jude", "Yesterday", "Let It Be" hay "And I Love Her" đều là sản phẩm tuyệt đối của McCartney). Tuy nhiên, khi thống nhất về vấn đề bản quyền của ban nhạc, cả hai đều quyết định ký tên Lennon-McCartney vào tất cả những sáng tác của nhau. McCartney nói: "Chúng tôi phải tách biệt về việc sáng tác ra sao? Không. Ai có thể nhớ được rằng tôi sáng tác độc lập những gì khi mà lúc nào tôi cũng cần tới John?"

## Lennon-McCartney, The Beatles và tình bạn khăng khít

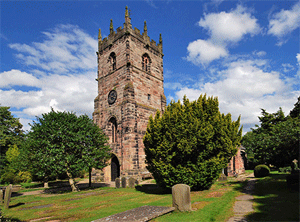
Nhà thờ St.Peter's Church, nơi John lần đầu gặp Paul

The Beatles được thành lập từ ban nhạc The Quarrymen từ năm 1957 của John Lennon khi anh còn đang học phổ thông tại trường Quarry Bank, Liverpool. Nhà thờ St.Peter's Church là lần đầu tiên John Lennon gặp tay guitar Paul McCartney (ngày 6 tháng 7 năm 1957). Cũng chính nhờ Paul, George Harrison, một tay guitar trẻ tài năng và sống cùng khu với Paul, được giới thiệu với John Lennon để gia nhập ban nhạc. Đó chính là nòng cốt của The Beatles sau này (ban nhạc đổi tên lần cuối vào tháng 8 năm 1960, Ringo Starr trở thành Beatle cuối cùng khi gia nhập nhóm vào năm 1962).
Định hướng âm nhạc của nhóm, từ The Quarrymen cho tới The Beatles, hoàn toàn do John Lennon hướng dẫn. John là người lớn tuổi nhất, là người có thời gian chơi nhạc sớm hơn các thành viên còn lại và là một cá tính rất lớn. Khi The Beatles khá hoàn chỉnh về kết cấu, John được chọn làm thủ lĩnh và sớm là người sáng tác nhạc cho cả nhóm.
Tuy nhiên việc sáng tác nhạc đã nhanh chóng được chia sẻ với Paul McCartney. Paul nhanh chóng lấy được ấn tượng với John bằng thứ giai điệu mượt mà và lãng mạn hơn những ý tưởng của chính John. Theo chiều ngược lại, Paul, vốn ấn tượng về tài năng của John, thực sự mong muốn được John chỉnh sửa tác phẩm. Các bài hát của The Beatles lần lượt ra đời trong việc trao đổi và chia sẻ giữa hai thành viên.
Trong những album đầu tiên (Please Please Me và With the Beatles), công việc của 2 người là vô cùng suôn sẻ. Những tác phẩm của bộ đôi Lennon-McCartney được đánh giá cao về nhạc cũng như lời. Rolling Stone xếp các ca khúc "I Saw Her Standing There" ở vị trí 139 và "Please Please Me" ở vị trí 184 (album Please Please Me) trong danh sách 500 bài hát của mọi thời đại.
"I Want to Hold Your Hand" được tạp chí Rolling Stone xếp thứ 16 trong danh sách 500 bài hát của mọi thời đại.

## Đỉnh cao
Trước dự án A Hard Day's Night, The Beatles (cùng với The Rolling Stones) đã được công chúng Anh biết tới rộng rãi. Những Beatle trẻ tuổi với phong cách định hướng bởi Brian Epstein trở thành trung tâm của những tờ báo và vô cùng cuốn hút các cô gái lúc bấy giờ. Đứng trước bước đầu của danh vọng, Lennon-McCartney bắt đầu bộc lộ những hướng đi riêng.

Bìa album Rubber Soul

Thành công ngoài sức tưởng tượng của A Hard Day's Night là điểm bật để đưa tên tuổi The Beatles tới công chúng. Bộ đôi Lennon-McCartney nhanh chóng thể hiện tài năng của mình bằng việc cùng The Beatles tung hàng loạt những album tên tuổi. Chỉ trong 2 năm 1964-1965, họ cho ra tới 4 album cùng với đó là 2 bộ phim đình đám: A Hard Day's Night (1964) và Help! (1965) là soundtrack của những bộ phim cùng tên, ngoài ra là các album Beatles for Sale (1964) và Rubber Soul (1965).
Thành công của The Beatles đưa tên tuổi của họ ra ngoài nước Anh. Dù một số bài hát của họ đã có thành công ở Mỹ trước năm 1963, song nhờ A Hard Day's Night, The Beatles mới chính thức trở thành hiện tượng ở châu Âu và phía bên kia Đại Tây Dương. Các album và ca khúc cũ của The Beatles ("Please Please Me" hay "Love Me Do" và đặc biệt là "I Want to Hold Your Hand") được phát trên radio và xếp thứ hạng cao ở các đài phát thanh và các tòa báo uy tín. Ngày 3 tháng 1 năm 1964, The Beatles tung video "She Loves You" trong chương trình Jack Paar, tạo nên "quả bom tấn" trên thị trường âm nhạc Mỹ.
Trong số các bài hát nổi tiếng nhất lúc đó, không ai không thể không biết tới "Help!", "Yesterday", "Ticket to Ride" (album Help!) và "Drive My Car", "Norwegian Wood (This Bird Has Flown)", "Girl" và "Nowhere Man" (album Rubber Soul).
Thừa thắng xông lên, The Beatles có chuyến lưu diễn tới Mỹ vào tháng 2 năm 1964. Như George Martin và John Lennon nói, chuyến đi tới Mỹ không chỉ đem tới họ một thị trường âm nhạc tuyệt vời, mà nó còn làm thay đổi hoàn toàn thưởng thức âm nhạc của thế giới lúc đó, vốn coi nền âm nhạc Mỹ, với một nguồn lực tài chính dồi dào, là cái nôi để phát triển.
Cuối năm 1964, The Beatles thực hiện chuyến đi tới Australia. Năm 1965 là năm đại thành công của The Beatles: ngoài việc phát hành 2 album và một bộ phim, họ được nữ hoàng Elizabeth II phong tước hiệp sĩ vào tháng 6 và trước đó vào tháng 4, họ nhận được Giải Grammy cho Nghệ sĩ mới xuất sắc nhất. Thành công của The Beatles biến tên tuổi của bộ đôi Lennon-McCartney trở thành bộ đôi được ngưỡng mộ nhất trong làng nhạc thế giới.
Dù Elvis Presley không đồng tình với nhiều chuyện ngoài lề của ban nhạc, Bob Dylan lại khẳng định (một cách thái quá): "Nước Mỹ đáng lẽ ra phải dựng một tượng đài cho The Beatles, chính họ lấy lại niềm tự hào cho đất nước này."

## Lennon-McCartney hay McCartney-Lennon?

Sgt. Pepper's Lonely Hearts Club Band - album xuất sắc nhất của The Beatles nói chung và Lennon-McCartney nói riêng

Rubber Soul và những thành công năm 1965 chưa phải đỉnh cao của The Beatles. Năm 1966, The Beatles ra mắt Revolver và tới năm 1967, họ phát hành Sgt. Pepper's Lonely Hearts Club Band (đứng lần lượt thứ 3 và thứ một trong danh sách 500 album của mọi thời đại của tạp chí Rolling Stone.
Tuy nhiên các dự án làm phim của ban nhạc đã bị đình trệ và ban nhạc không còn nhiều cảm hứng sáng tác như trước. Trở nên nổi tiếng, những Beatle bắt đầu có những mối quan tâm ngoài lề. Những tranh cãi bắt đầu từ những ý tưởng của dự án làm phim A Hard Day's Night (1964) và sau đó là Help! (1965). Trong vài bài phê bình, nhiều người đặt ý tưởng khẳng định rằng "And I Love Her" là bài hát bắt đầu tạo nên tính cách cá nhân ở Paul McCartney. Thực tế, McCartney chính là người đóng góp chất trữ tình vào âm nhạc rock của ban nhạc ảnh hưởng từ Lennon. Lennon nói chính "And I Love Her" là tiền bản của "Yesterday", hàm ý chính bài hát giúp cho McCartney có tự tin với sáng tác độc lập.
Sự độc lập của Paul McCartney ngày một lớn khi người nghe ngày một dễ nhận ra được sự khác biệt trong âm nhạc của The Beatles, giữa anh, John Lennon và George Harrison (người cũng bắt đầu tham gia đóng góp sáng tác cho ban nhạc sau này). Tính cách đào hoa và lãng mạn của Paul nhanh chóng biến bộ đôi Lennon-McCartney thành một sự cạnh tranh, dù rằng cả hai vẫn cần tham khảo vài phần của nhau, tới mức đôi khi việc thống nhất thu âm bài hát còn phải có sự tham gia của cả Harrison, Starr và Martin.
Nhiều tranh cãi xảy ra hơn khi nhiều nhà báo tò mò khi vài ca khúc của The Beatles ký tên Lennon-McCartney và McCartney-Lennon. Dù thực tế là bất kể bài hát nào cũng chỉ là một trong hai người viết chính cùng ý tưởng, song việc ký tên thống nhất lại mang tính tượng trưng nhiều hơn (điển hình là ca khúc "Love Me Do" ghi sáng tác Lennon-McCartney trong khi "Please Please Me" và "From Me to You" lại ghi McCartney-Lennon).
Năm 1976, sau khi The Beatles tan rã, Paul McCartney ra mắt album Wings over America trong đó có vài ca khúc của Beatles mà ông để tên mình trước tên Lennon. Vợ của Lennon lúc đó là Yoko Ono nói đó là điều khó chấp nhận. Sau khi Lennon mất rất lâu, tới năm 1992, McCartney và Yoko mới tìm được tiếng nói khi thống nhất ký tên "Paul McCartney và John Lennon" trong vấn đề bản quyền.

## The Beatles tan rã
Thời kỳ The Beatles làm việc phòng thu tại studio Abbey Road chính là điểm khởi đầu cho những khúc mắc trong nhóm. Dù vẫn cho ra đều đặn các tuyệt phẩm, các thành viên bắt đầu lời nói qua lại và thiếu hợp tác. Dù tiếp tục chia sẻ ý tưởng và góp ý về giai điệu, bộ đôi Lennon-McCartney ngày càng ít tìm được tiếng nói chung trong các sáng tác.

Abbey Road, album áp chót của The Beatles và là lần cuối cùng hợp tác của bộ đôi Lennon-McCartney

Lennon tiếp tục theo đuổi âm nhạc rock mà anh vẫn làm (như trong "Sgt. Pepper's Lonely Hearts Club Band", "Lucy in the Sky with Diamonds", "Yellow Submarine", "Revolution", "All You Need Is Love" và "Come Together"), trong khi McCartney vẫn theo đuổi con đường nhạc trữ tình (như trong "Eleanor Rigby", "Let It Be" và "Hey Jude"). Tuy nhiên ảnh hưởng của họ tới nhau vẫn là vô cùng đáng kể. "A Day in the Life" có những câu của McCartney ("Woke up, fell out of bed, dragged a comb across my head...") đi liền với câu hát của Lennon ("I read the news today, oh boy..."); "Hey Jude" ("The movement you need is on your shoulder") là bài hát Paul viết động viên con trai của John, Julian Lennon sau khi ba mẹ của anh li dị.
Tới khi làm album Sgt. Pepper's Lonely Hearts Club Band, ban nhạc đã có nhiều sự gắn kết hơn để rồi họ ra mắt gần như tiếp sau đó Magical Mystery Tour trong năm 1967. Tới năm 1968, trục trặc lại tới trong quá trình thu âm Album trắng khi Paul McCartney tỏ ý chê bai những ý tưởng sáng tác của George Harrison tới mức George dọa sẽ rời khỏi The Beatles ngay khi có thể. Việc này không làm hài lòng John và dù rằng sau đó Paul đã phải xin lỗi Harrison và Lennon cũng như Starr sau đó, song giữa John và Paul lại "bằng mặt mà không bằng lòng".
Album Yellow Submarine (1968) là album được coi là kém chất lượng nhất của The Beatles khi ban nhạc gặp nhiều khó khăn trong việc thống nhất sáng tác. Tới năm 1969, John Lennon tuyên bố Abbey Road sẽ là album phòng thu cuối cùng mà cả nhóm hợp tác và anh sẽ rời nhóm vào ngày 20 tháng 9. Ca khúc "I Want You (She’s So Heavy)" chính là ca khúc cuối cùng mà bốn thành viên của nhóm làm việc chung. Ca khúc này được thu âm vào ngày 20 tháng 8 năm 1969. Abbey Road cũng chính là lần cuối cùng bộ đôi Lennon-McCartney còn hợp tác (Let It Be và bộ phim ra mắt năm 1970 song được quay và thu âm từ tháng 1 năm 1969).
Năm 2005, tạp chí Rolling Stone công bố bài trả lời phỏng vấn năm 1970 của John Lennon với Jann Wenner - người sáng lập ra tạp chí này. Theo John thì khi Paul McCartney thực hiện bộ phim Let It Be, bộ phim chỉ nói về anh ta. Paul bố trí camera để chỉ quay hình ảnh của Paul mà không thèm để ý gì đến ba thành viên còn lại. Sự hiện diện của ba người này trong phim đã trở thành những nhân vật phụ chỉ để làm nổi bật hình ảnh của Paul. Vậy nên họ bất mãn và bàn nhau giải thể The Beatles.
Có vài ý kiến khác cho rằng việc John ảnh hưởng về mặt chính trị lên các bài hát của The Beatles (như các bài "Revolution", "Yellow Submarine") khiến các thành viên khác không hài lòng. Cũng chính vì thế mà McCartney, một người say mê với các bản tình ca, khó có thể tìm được tiếng nói chung với Lennon nữa. Từ đó nhiều khúc mắc nảy sinh mà ban nhạc tan rã.

## Tính tham khảo
Không phải bộ đôi sáng tác Lennon-McCartney không tham khảo sự trợ giúp của những người khác. Thông thường đó là 2 thành viên của The Beatles, George Harrison và Ringo Starr.
- "What Goes On" (1965) Lennon–McCartney–Starr
- "Flying" (1967) Harrison–Lennon–McCartney–Starr
- "Dig It" (1969) Lennon–McCartney–Starr–Harrison
- "Free as a Bird" (1995) sáng tác bởi riêng John Lennon, bản thu của Beatles thực hiện bởi Lennon–McCartney–Starr–Harrison[gc 1]
- "Christmas Time (Is Here Again)" (1995, thu lại từ bản năm 1967 bởi fan) Lennon–McCartney–Harrison–Starr

## Các sáng tác phát hành sau The Beatles
Các sáng tác này hầu hết là các sáng tác trong thời kì Beatlemania, được The Beatles thu âm song chưa từng phát hành. Nhà quản lý Brian Epstein đã bảo quản và George Martin, The Beatles cùng các nghệ sĩ khác đã cho phát hành chúng trong những khoảng thời gian trong và sau giai đoạn đó. Chúng được phát hành trong album The Songs Lennon and McCartney Gave Away (1979), Live at the BBC (1993) và The Beatles Anthology (1995-1996).
| Năm phát hành | Nghệ sĩ                         | Tên ca khúc                     | Xếp hạng Vị trí | Ghi chú                                                          |
| ------------- | ------------------------------- | ------------------------------- | --------------- | ---------------------------------------------------------------- |
| 1963          | The Rolling Stones              | "I Wanna Be Your Man"           | UK #12          | Thu âm của Beatles phát hành năm 1963 trong With The Beatles     |
| 1963          | Billy J. Kramer and the Dakotas | "I'll Be on My Way"             | (Hạng B)        | Bản của Beatles có trong Live at the BBC                         |
| 1963          | Billy J. Kramer and the Dakotas | "Bad to Me"                     | UK #1           |                                                                  |
| 1963          | Billy J. Kramer and the Dakotas | "I Call Your Name"              | (Hạng B)        | Thu âm của Beatles có trong Long Tall Sally bản mở rộng năm 1964 |
| 1963          | Billy J. Kramer and the Dakotas | "I'll Keep You Satisfied"       | UK #4           |                                                                  |
| 1964          | Billy J. Kramer and the Dakotas | "From a Window"                 | UK #10          |                                                                  |
| 1963          | Tommy Quickly                   | "Tip of My Tongue"              | —               |                                                                  |
| 1963          | The Fourmost                    | "Hello Little Girl"             | UK #9           | Thu âm của Beatles trong Anthology 1                             |
| 1963          | The Fourmost                    | "I'm in Love"                   | UK #17          |                                                                  |
| 1963          | Cilla Black                     | "Love of the Loved"             | UK #35          |                                                                  |
| 1964          | Cilla Black                     | "It's for You"                  | UK #7           |                                                                  |
| 1968          | Cilla Black                     | "Step Inside Love"              | UK #8           | Bản thu của Beatles trong Anthology 3                            |
| 1964          | The Strangers with Mike Shannon | "One and One Is Two"            | —               |                                                                  |
| 1964          | Peter & Gordon                  | "A World Without Love"          | UK #1           |                                                                  |
| 1964          | Peter & Gordon                  | "Nobody I Know"                 | UK #10          |                                                                  |
| 1964          | Peter & Gordon                  | "I Don't Want to See You Again" | —               |                                                                  |
| 1964          | The Applejacks                  | "Like Dreamers Do"              | UK #20          | Thu âm của Beatles trong Anthology 1                             |
| 1965          | P.J. Proby                      | "That Means a Lot"              | UK #30          | Thu âm của Beatles trong Anthology 2                             |
| 1968          | Black Dyke Mills Band           | "Thingumybob"                   | —               |                                                                  |
| 1969          | Mary Hopkin                     | "Goodbye"                       | UK #2           |                                                                  |

## Thành tựu và đóng góp
Với hơn 180 bài hát trên tổng số 305 bài trong suốt cả sự nghiệp của The Beatles, có thể khẳng định Lennon-McCartney chính là linh hồn của cả ban nhạc khi góp phần tạo nên phong cách, cá tính của bộ tứ huyền thoại.
Sau khi The Beatles, sự nghiệp solo của cá nhân John Lennon và Paul McCartney, dù thành công, nhưng không còn chói lọi như khi họ còn ở ban nhạc. John là người thành công hơn cả so với các Beatle khác, song anh bị ám sát vào năm 1980 bởi Mark Chapman tại nhà riêng ở New York. Ngoài các album solo và các single nổi tiếng (như "Imagine", "Woman", "Stand By Me"), John còn thành lập ban nhạc Plastic Ono Band với anh, Yoko Ono, Eric Clapton, Klaus Voormann và tay trống Alan White với đỉnh cao là ca khúc "Give Peace a Chance". Paul tìm được thành công với việc thành lập các ban nhạc mới của riêng mình và tổ chức hàng loạt tour diễn khắp thế giới. Paul là thành viên duy nhất của The Beatles được trao tước Hiệp sĩ lần thứ 2 từ nữ hoàng Elizabeth II năm 1997.
Trong danh sách 500 bài hát của mọi thời đại của tạp chí Rolling Stone, The Beatles giữ kỷ lục với việc đóng góp 23 bài hát. Trong số đó, Lennon-McCartney có 21 bài hát (2 bài còn lại là "While My Guitar Gently Weeps" và "Something" sáng tác bởi George Harrison đứng thứ 136 và 278). The Beatles cũng có 11 album (trên tổng số 13 album) trong danh sách 500 album của mọi thời đại (4 trong số đó trong top 10). Điều đó khẳng định họ chính là bộ đôi sáng tác thành công nhất trong lịch sử âm nhạc thế giới.
John Lennon và Paul McCartney đều được vinh danh ở Đại sảnh Danh vọng Rock and Roll (lần lượt là các năm 1994 và 1999).

## Đánh giá
Với việc The Beatles được hầu hết các nhà phê bình và người hâm mộ đánh giá là ban nhạc xuất sắc nhất lịch sử (tạp chí Rolling Stone xếp The Beatles ở vị trí số một trong danh sách "100 Nghệ sĩ vĩ đại nhất mọi thời đại"), ảnh hưởng của Lennon-McCartney, về mặt hình ảnh cũng như âm nhạc, đối với thế giới là vô cùng lớn.
Lennon-McCartney tạo nên thương hiệu cho The Beatles và ngược lại, The Beatles tạo nên danh tiếng cho bộ đôi Lennon-McCartney.

### Thần tượng của công chúng
Có thể khẳng định, sức cuốn hút của The Beatles trong thời kỳ Beatlemania (1962-1965) là không thể kể hết. Bộ đôi Lennon-McCartney, bằng tài năng và phong cách bên ngoài trở thành thần tượng đối với giới trẻ, đặc biệt là các fan nữ. Phong cách ăn mặc, lối nói và quan điểm của The Beatles trở thành đề tài và hình mẫu cho rất nhiều bài báo và cá nhân cho tới tận ngày nay.
Đối với các nhà chuyên môn, hình mẫu The Beatles là hình mẫu chuẩn của một "nghệ sĩ" hiện đại: họ tự sáng tác, tự chơi nhạc, tự thể hiện và quan trọng hơn cả là phong cách, cá tính và quan điểm âm nhạc của họ nhờ đó được duy trì. Cùng thời với The Beatles, The Rolling Stones và Bob Dylan cũng áp dụng cách làm tương tự. Và cách làm này trở nên phổ biến và thành công cực đỉnh trong trào lưu Rock những năm 70-80 sau này.
The Beatles được coi là "nghệ sĩ" thành công nhất trong lịch sử với khoảng hơn 1 tỉ album đã được bán ra, trên cả Elvis Presley và vượt xa Bing Crosby, Michael Jackson, Bob Marley, Céline Dion, ABBA hay The Rolling Stones. "Yesterday" (1965) của Lennon-McCartney được coi là tác phẩm được biểu diễn nhiều nhất mọi thời đại với khoảng 7 triệu lần riêng trong thế kỷ XX.

### Ảnh hưởng tới âm nhạc thế giới
Quan điểm âm nhạc khác biệt song bù trừ tạo nên sự hoàn thiện cho bộ đôi sáng tác John Lennon - Paul McCartney.
John Lennon quan tâm tới Rock là thứ nhạc chủ đạo. Cũng chính vì thế mà The Beatles được coi là một ban nhạc Rock, chứ không được gọi là ban nhạc đồng quê, hay nhạc pop - thứ âm nhạc ưa thích của Paul McCartney. Tuy nhiên, khi bộ đôi này cùng sáng tác, tính đóng góp của mỗi cá nhân là rất lớn, góp phần biến các tác phẩm của The Beatles hoàn thiện, vừa có chất Rock, vừa có tính đồng quê và trữ tình.

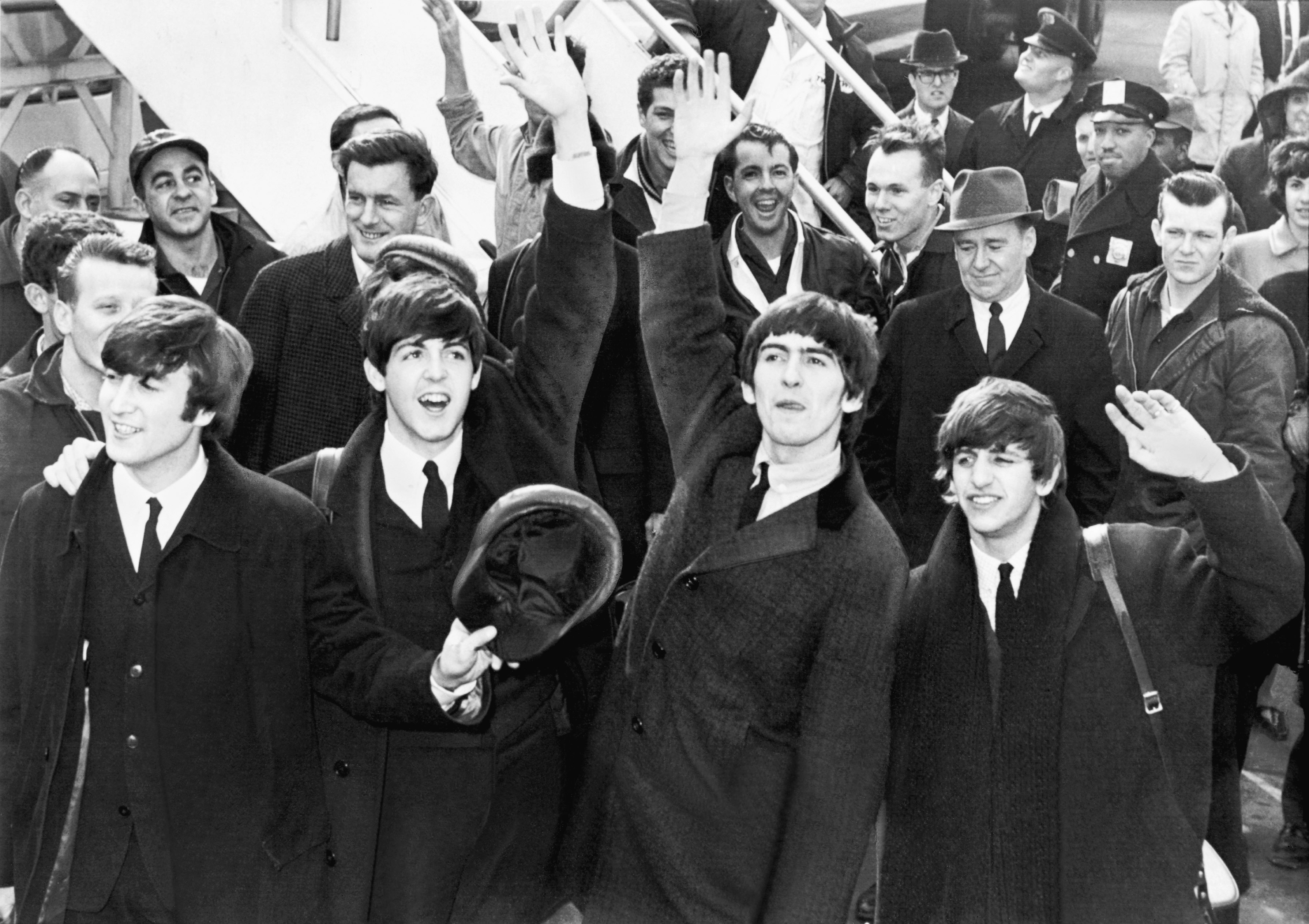
The Beatles tại sân bay JFK, Mỹ, tháng 2 năm 1964

Phong cách Lennon-McCartney trở thành một phong cách đặc trưng và dễ nhận ra khi nghe nhạc của The Beatles. Elvis Presley gọi đó là "thương hiệu của thế kỷ" trong khi Bob Dylan đơn giản gọi đó là "kiệt tác". Mick Jagger nói trong lần đề cử The Beatles vào Đại sảnh Danh vọng Rock and Roll năm 1988 rằng "Nếu tôi buộc phải học cách viết nhạc để bằng một trong số họ, tôi sẽ làm" .
Ảnh hưởng của bộ đôi còn tới cả hai thành viên còn lại của The Beatles. Rõ ràng khả năng sáng tác của George Harrison và Ringo Starr là hạn chế hơn nhiều, song các bài hát được thu âm của 2 thành viên này cũng ít nhiều ảnh hưởng phong cách của Lennon-McCartney (như trong "Something" của Harrison hay "Octopus's Garden" của Starkey).
Trong nhiều ấn tượng tốt về The Beatles, Lennon-McCartney tạo ra mảng sáng lớn cho sự phát triển của Rock and Roll những năm sau này. Cùng với The Rolling Stones, âm nhạc của The Beatles trở nên phổ biến hơn: họ không chỉ đề cập tới những điều xa vời như những bài hát năm 40-50 mà ca từ của họ là những câu chuyện thật hơn, gần hơn và hợp lý hơn (như trong các bài "Help!", "Norwegian Wood (This Bird Has Flown)", "I Want to Hold Your Hand", "No Reply", "Elearnor Rigby", "Nowhere Man", v.v.). Trào lưu nhạc Rock sau này thừa hưởng tính kế thừa đó và phát triển một cách vô cùng mạnh mẽ với nhiều chủ đề đa dạng trong ca từ.
The Beatles cũng là ban nhạc mở đầu cho sự tấn công của âm nhạc Anh tại Mỹ. Thành công của họ chính là tiền đề cho những ban nhạc lớn khác, như The Rolling Stones tạo nên tên tuổi ở phía bên kia Đại Tây Dương.

## Mối quan hệ Lennon-McCartney sau The Beatles
Sau khi The Beatles tan rã vào năm 1970, dù không còn cùng hợp tác sáng tác nhạc, song John Lennon và Paul McCartney vẫn là những người bạn. Đôi khi, họ vẫn tham khảo và góp ý cho các sáng tác của nhau. Và theo một quy luật muôn thuở, sau những lúc thân mật rất ngắn ngủi, 2 nghệ sĩ lớn lại có những khoảng dài thời gian đối đầu nhau.
Trong những năm đầu thập kỷ 70, bộ đôi vẫn sáng tác một số bài hát khác, hiển nhiên không còn cho The Beatles, và có được vài thành công nhỏ. Họ cũng vẫn thường cộng tác cho các album solo của nhau và của George Harrison và Ringo Starr. Tuy nhiên, họ không còn ghi tên chung, mà sáng tác đã tách biệt rõ ai là người viết, và ai là người góp ý.
Tuy nhiên, cuối cùng, John cũng phải thừa nhận những điều ấm ức đối với Paul McCartney tới việc The Beatles tan rã: "Tôi dồn sự oán hận của mình với Paul… để viết nên một bài hát… nó không phải là một mối thù hận nghiệt ngã khủng khiếp xấu xa… tôi đã dùng sự oán hận của tôi, sự rời bỏ Paul và Beatles, cũng như mối quan hệ với Paul, để viết "How Do You Sleep?". Thực sự là tôi không muốn lúc nào cũng luẩn quẩn với những ý nghĩ đó trong đầu". Trong album của Plastic Ono Band, John bất ngờ hát trong bài "God": "Tôi không tin vào Beatles, tôi chỉ tin vào chính tôi, Yoko và tôi. Đó là sự thật...." Đó là một sự cố gắng quên đi những quá khứ cùng The Beatles. Sau đó, John còn viết thêm cả ca khúc nổi tiếng "Jealous Guy".
Tuy nhiên, rất tiếc rằng mối quan hệ của họ không thể bền lâu: cuối năm 1980, John Lennon bị ám sát tại nhà riêng bởi một fan hâm mộ cuồng tín.
Khi nghe tin John bị ám sát, Paul đã bị chỉ trích gay gắt khi phản ứng: "Đó là một trở ngại sao? (It's a drag? Isn't it?)". Sau này Paul có giải thích: "Khi biết John bị ám sát và có kẻ cứ chĩa micro vào tôi hỏi "Anh nghĩ gì về điều đó?" tôi thực sự muốn nói "Đó là một trở ngại" vì tôi có thể cảm nhận từng nỗi đau và nỗi buồn trong lòng." McCartney cũng nói: "Tôi có gặp Yoko sau khi John bị ám sát và điều đầu tiên cô ấy nói với tôi là "John thật quá ngây thơ với anh". Lần cuối cùng tôi và John nói chuyện, chúng tôi vẫn là những người bạn tốt. Anh ấy luôn là một con người nồng ấm. Lại luôn hài hước. Anh ấy hay thích hạ cái kính xuống, cái kính của anh ấy, và nói "Chỉ có tôi mà thôi". Điều đó vững chắc như những bức tường vậy."
Tháng 6 năm 1981, 3 thành viên còn lại của The Beatles tái hợp trong bài hát "All Those Years Ago" (sáng tác George Harrison) nói về những hồi tưởng về thủ lĩnh của họ. Paul còn có thu âm một bài hát riêng "Here Today" để tưởng nhớ John. Năm 1995, 3 thành viên The Beatles hoàn thành việc thu âm bài hát "Free as a Bird" từ một bản thu cát-xét từ năm 1978 của John. Videoclip bài hát ghi lại quá trình hoạt động của The Beatles đi cùng với cuộc đời của John Lennon. Năm 1997, bài hát được trao giải Grammy cho trình bày xuất sắc nhất (dưới tên The Beatles).
Năm 1994, chính Paul McCartney là người đề cử John Lennon tại Đại sảnh Danh vọng Rock and Roll.